# Terry Hall

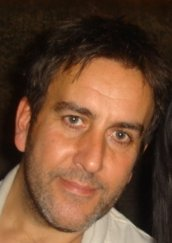
Terry Hall

Terry Hall (* 19. März 1959 in Coventry, England; † 18. Dezember 2022) war ein britischer Popsänger. Bekannt wurde Hall als Frontmann der englischen Ska-Band The Specials. Nach Auflösung der Specials 1981 war er Sänger in den ebenfalls von ihm gegründeten Bands Fun Boy Three, The Colourfield und Vegas. Außerdem war Hall als Solokünstler aktiv.

## Karriere
Als Sänger der Specials prägte Hall die englische Jugendkultur der späten 1970er und frühen 1980er Jahre mit. Gemeinsam mit dem Specials-Organisten Jerry Dammers schrieb er hymnenhafte Songs, in denen sich Punk und Ska vereinten, u. a. Little Bitch, Nite Klub, Concrete Jungle und Gangsters. Er war einer der führenden Köpfe der antirassistischen Two-Tone-Bewegung, die in den 1980er Jahren auch in Westdeutschland populär wurde. Hall gehörte den Specials bis 1981 an.
Danach gründete er mit den ehemaligen Bandkollegen Lynval Golding und Neville Staples die Fun Boy Three. Die Band erregte 1982 und 1983 durch die Zusammenarbeit mit Bananarama bei dem Song It ain’t what you do (it’s the way that you do it) und den Top-Ten-Singles The Tunnel of Love und Our Lips Are Sealed Aufsehen. Letzteren Song komponierte Hall gemeinsam mit Jane Wiedlin von den Go-Go’s, die ihn 1981 ebenfalls interpretiert hatten.
Von 1984 bis 1987 wirkte Hall in dem Projekt The Colourfield mit, das er mit zwei ehemaligen Mitgliedern der Swinging Cats gegründet hatte. Im Jahr 1995 veröffentlichte Terry Hall sein erstes Solo-Album. Außerdem sind mehrere Best-Of-Alben erschienen. Er war 2007 auch als Bandmitglied der Dub Pistols und auf der Platte Speakers And Tweaters zu hören.
Das englische Modelabel Fred Perry entwarf mit ihm im September 2008 eine Serie von Kleidungsstücken.
Zum 30-jährigen Bandjubiläum 2009 gab es eine Wiedervereinigung der Specials, allerdings ohne Jerry Dammers. Die Band gab zahlreiche Konzerte in England und spielte europaweit auf Festivals. Im Jahr 2011 folgte eine Europatournee. 2019 veröffentlichte er mit der wiedervereinigten Specials-Kerngruppe das Album Encore und ging auf Welttournee.
Hall arbeitete im Verlauf seiner Karriere u. a. auch mit den Lightning Seeds, Gorillaz, Tricky und den Ordinary Boys zusammen.
Er starb 63-jährig am 18. Dezember 2022 nach kurzer Krankheit an den Folgen von Bauchspeicheldrüsenkrebs.

## Diskografie (Solo)

### Alben
| Jahr | Titel       | Höchstplatzierung, Gesamtwochen, AuszeichnungChartplatzierungen (Jahr, Titel, Platzierungen, Wochen, Auszeichnungen, Anmerkungen) | Höchstplatzierung, Gesamtwochen, AuszeichnungChartplatzierungen (Jahr, Titel, Platzierungen, Wochen, Auszeichnungen, Anmerkungen) | Höchstplatzierung, Gesamtwochen, AuszeichnungChartplatzierungen (Jahr, Titel, Platzierungen, Wochen, Auszeichnungen, Anmerkungen) | Höchstplatzierung, Gesamtwochen, AuszeichnungChartplatzierungen (Jahr, Titel, Platzierungen, Wochen, Auszeichnungen, Anmerkungen) | Höchstplatzierung, Gesamtwochen, AuszeichnungChartplatzierungen (Jahr, Titel, Platzierungen, Wochen, Auszeichnungen, Anmerkungen) | Anmerkungen                              |
| Jahr | Titel       | DE | AT | CH | UK | US | Anmerkungen                              |
| ---- | ----------- | --- | --- | --- | --- | --- | ---------------------------------------- |
| 1994 | Home        | — | — | — | UK95 (1 Wo.)UK | — | Erstveröffentlichung: 12. September 1994 |
| 1995 | Rainbows EP | — | — | — | UK62 (2 Wo.)UK | — | Erstveröffentlichung: Oktober 1995 EP    |
| 1997 | Laugh       | — | — | — | UK50 (2 Wo.)UK | — | Erstveröffentlichung: 6. Oktober 1997    |

Weitere Alben
- 1993: The Collection
- 2001: The Complete
- 2001: Through The Years
- 2003: Hour of Two Lights (mit Mushtaq)
- 2007: Speakers & Tweaters (mit Dub Pistols)
- 2012: The Best Of 1981/1997

### Singles (Charterfolge)
| Jahr | Titel Album                         | Höchstplatzierung, Gesamtwochen, AuszeichnungChartplatzierungen (Jahr, Titel, Album, Platzierungen, Wochen, Auszeichnungen, Anmerkungen) | Höchstplatzierung, Gesamtwochen, AuszeichnungChartplatzierungen (Jahr, Titel, Album, Platzierungen, Wochen, Auszeichnungen, Anmerkungen) | Höchstplatzierung, Gesamtwochen, AuszeichnungChartplatzierungen (Jahr, Titel, Album, Platzierungen, Wochen, Auszeichnungen, Anmerkungen) | Höchstplatzierung, Gesamtwochen, AuszeichnungChartplatzierungen (Jahr, Titel, Album, Platzierungen, Wochen, Auszeichnungen, Anmerkungen) | Höchstplatzierung, Gesamtwochen, AuszeichnungChartplatzierungen (Jahr, Titel, Album, Platzierungen, Wochen, Auszeichnungen, Anmerkungen) | Anmerkungen                                        |
| Jahr | Titel Album                         | DE | AT | CH | UK | US | Anmerkungen                                        |
| ---- | ----------------------------------- | --- | --- | --- | --- | --- | -------------------------------------------------- |
| 1994 | Forever J Home                      | DE90 (2 Wo.)DE | — | — | UK67 (2 Wo.)UK | — | Erstveröffentlichung: August 1994                  |
| 1994 | Sense Home                          | DE53 (10 Wo.)DE | — | — | UK54 (2 Wo.)UK | — | Erstveröffentlichung: Oktober 1994                 |
| 1997 | Ballad of a Landlord Laugh          | — | — | — | UK50 (2 Wo.)UK | — | Erstveröffentlichung: Juni 1997                    |
| 2003 | Problem Is Six Million Ways to Live | — | — | — | UK66 (2 Wo.)UK | — | Erstveröffentlichung: Oktober 2003 mit Dub Pistols |